# كفر دان
كفردان بلدة فلسطينية تابعة لمحافظة جنين. وهي من بلدات الضفة الغربية وتقع إلى الشمال الغربي من مدينة جنين، وتبعد عنها مسافة 4 كم، وترتفع عن سطح البحر 160 م. وقد سقطت تحت الاحتلال الإسرائيلي في حرب 1967 ، يعود سبب تسميتها بهذا الاسم من ناحية لغوية كفر دان (بفتح الكاف) تعني الأرض الزراعية دان.

## الموقع
تقع قرية كفر دان شمال غرب مدينة جنين وإلى الشرق من بلدة اليامون وإلى الشمال من بلدة برقين.

## التاريخ
عثر هنا على بقايا فخارية من العصور الرومانية والبيزنطية والإسلامية المبكرة والعصور الوسطى.
اقترح بالمر تعريف كفر دان بكافر أوثيني (العبرية: كابر أوتاني) وهي قرية مذكورة في التلمود.

### العصر العثماني
كفر دان مثل بقية فلسطين دمجت في الإمبراطورية العثمانية في عام 1517. خلال القرنين السادس عشر والسابع عشر كانت تابعة لإمارة تراباي (1517-1683) والتي شملت أيضًا وادي يزرعيل وحيفا وجنينووادي بيت شان وشمال جبل نابلس وبلاد الروحة/راموت منشيه والجزء الشمالي من سهل الشارون.
وفي تعداد 1596 ظهرت كفردان باسم "كفردان" وتقع في ناحية شعارا في لواء اللجون. وكان عدد سكانها 9 أسر كلها مسلمة. كانوا يدفعون ضريبة ثابتة بنسبة 25% على المنتجات الزراعية بما في ذلك القمح والشعير والمحاصيل الصيفية وأشجار الزيتون والماعز وخلايا النحل بالإضافة إلى الإيرادات العرضية بإجمالي 6000 آقجة. وقد عثر هنا أيضًا على بقايا فخارية من العصر العثماني.
في عام 1838 أشار إليها إدوارد روبنسون الذي أطلق عليها اسم كفر عدن ضمن العديد من القرى الأخرى في السهل اللجون وأم الفحم وتعينيك وسيلة الحارثية واليامون والبريد  الواقعة في قضاء جنين وتسمى أيضًا الحارثية الشمالية.
في عام 1870 عثر فيكتور جورين في كفر دان على "عمود مكسور وعدد معين من الحجارة المقطوعة ذات المظهر القديم". وقدر جورين أن عدد سكان القرية كان 300 نسمة. وفي عام 1870/1871 (1288 هـ) أدرجت إحدى القرى في ناحية شفا الغربي في تعداد عثماني.
في عام 1882 وصف مسح مؤسسة أبحاث فلسطين لفلسطين الغربية المنطقة بأنها "قرية متوسطة الحجم على سفح التلال مبنية من الحجر مع أشجار الزيتون في الأسفل وبئر في الغرب. "أطلقوا على القرية اسم "كفر عدن".

### عصر الانتداب البريطاني
في تعداد فلسطين عام 1922 الذي أجرته سلطات الانتداب البريطاني بلغ عدد سكان كفر دان 486 نسمة جميعهم مسلمون وارتفع في تعداد عام 1931 إلى 603 نسمة جميعهم مسلمون أيضًا في إجمالي 135 منزلًا.
في إحصاءات عام 1945 بلغ عدد السكان 850 نسمة جميعهم مسلمون ومساحة الأرض 7328 دونمًا وفقًا لمسح رسمي للأراضي والسكان. وقد استخدمت 5 دونمات للحمضيات والموز و2680 دونماً للمزارع والأراضي المروية و3799 دونماً للحبوب في حين كانت 34 دونماً من الأراضي المبنية (الحضرية).

### العصر الأردني
في أعقاب الحرب العربية الإسرائيلية عام 1948 وبعد اتفاقيات الهدنة عام 1949 أصبحت كفر دان تحت الحكم الأردني.
وجد تعداد السكان الأردني لعام 1961 أن عدد السكان بلغ 1262 نسمة.

### بعد عام 1967
منذ حرب الأيام الستة عام 1967 كانت قرية كفر دان تحت الاحتلال الإسرائيلي.
في عام 2009 رقي مجلس قرية كفر دان إلى بلدية. وانضم رئيس البلدية بلال مرعي إلى رئيس الوزراء رامي حمد الله في الحفل.

## أراضيها
تبلغ مساحة أراضيها 7,328 دونم بالإضافة إلى 300 دونم معمرة، يحيط بها قرى برقين من الجنوب واليامون من الغرب ومدينة جنين من الشرق للقرية مساحة لا باس بها من الأراضي الزراعية الواقعة على سهل مرج بن عامر حيث تزرع مختلف المحاصيل المروية وكذلك يوجد المئات من البيوت البلاستيكية. اراضي القرية غنية جدا بالمياه الجوفية حيث قام اهالي القرية بحفر المئات من الابار الارتوازية لسحب المياه من باطن الأرض والاستفادة منها، كما وانه وفي سنوات الخير تتفجر الينابيع من اراضي القرية وخاصة نبعة واد حسن، كانت القرية سابقا مشهورة بزراعة البطيخ حيث كان البطيخ المنتج في القرية من اجود أنواع البطيخ في الوطن العربي وكان يصدر إلى الخليج العربي حتى مطلع التسعينات من القرن الماضي، اما الآن فان من أشهر المزروعات الملوخية حيث تتميز بجودة شديدة لنظافة المياه التي تسقى بها.

## منشآتها
في البلدة اربع مدارس حكومية مدرستين أساسيتين ومدرستين حتى المرحلة الثانوية، وثلاث رياض أطفال، وفي البلدة جمعية كفردان الخيرية التي تأسست عام 1981م وتشرف على روضة أطفال ومركزاً لرعاية الأمومة والطفولة، ومركزاً لمحو الأمية. ويوجد في القرية اربع مساجد، كما يوجد بها أيضا مركز شارك الشبابي ونادي رياضي وجمعيتين للمراة والطفولة وعيادة صحية، وكذلك يوجد عصارة حديثة للزيتون وتم افتتاح فندق 5 نجوم على مدخل البلدة وكذلك يوجد منتزهين و 3 محميات طبيعية على مدخل القرية،
ونظرا لما عانتة البلدة من هجمات الاحتلال الإسرائيلي على ابار المياه التي تغذي المزارعين في البلدة والتي تمد المحافظة وباقي المحافظات الفلسطينية بالغذاء والخضروات. وهدمت عدد منها في شهر شباط 2010, تم تاسيس جمعية معنية بحل هذه المشكلة. تحت مسمى جمعية كفردان التعاونية للزراعة والري. وهي جمعية نشطة قامت بعدد من النشاطات الاهلية والمجتمعية. وتم الاتفاق على إعادة تاهيل الابار المرخصة في البلدة وبدء العمل سيتم قريبا ان شاء الله.

## سكانها
قدر عدد سكانها في عام 1922 م (400) نسمة
- عام 1945 م حوالي (922) نسمة
- عام 1967 م حوالي (1790) نسمة
- عام 1987 م حوالي (3000) نسمة
- عام 1997 م حوالي (5400) نسمة
- عام 2012 م حوالي (6500) نسمة

## وصلات خارجية
- فلسطين في الذاكرة/ كفر دان